# Кузнецов Микола Семенович
Микола Семенович Кузнецов (1898, село Коса (за іншими даними, село Абрамово) Чердинського повіту Пермської губернії, тепер Пермського краю, Російська Федерація — червень 1967, Краснодарський край, Російська Федерація) — радянський партійний діяч, в.о. 1-го секретаря Північно-Казахстанського обласного комітету КП(б) Казахстану. Депутат Верховної Ради СРСР 1-го скликання (1937—1938).

## Біографія
Народився в родині селянина-бідняка. У 1912 році закінчив двохкласне училище в селі Коса Чердинського повіту Пермської губернії.
У травні 1913 — листопаді 1916 року — бурлака, юнга на пароплаві «Чердинець» в Закамському краї.
У листопаді 1916 — грудні 1917 року — канонір 3-ї артилерійської бригади російської армії в місті Самарі.
Член РСДРП(б) з квітня 1917 року.
У грудні 1917 — листопаді 1919 року — начальник радянського партизанського загону, голова військревкому, комісар 1-го Приволзького полку Східного фронту РСЧА.
У грудні 1919 — жовтні 1920 року — уповноважений Пермського губернського комітету РКП(б) з організації волосних комітетів партії, відповідальний секретар Кочевського волосного комітету РКП(б) Чердинського повіту Пермської губернії, член Чердинської повітової надзвичайної комісії (ЧК) Пермської губернії.
У листопаді 1920 — грудні 1922 року — студент і партійний організатор комуністичного вузу імені Свердлова в Москві. У 1922 році працював консультантом Московської ради народних суддів.
У грудні 1922 — 1926 року — відповідальний секретар повітового комітету РКП(б), завідувач обласної школи радянського і партійного будівництва в місті Усть-Сисольську Комі-Зирянської автономної області.
3 квітня 1926 — 12 лютого 1929 року — відповідальний секретар Комі-Перм'яцького окружного комітету ВКП(б) Уральської області.
У 1928 році заочно закінчив лісотехнічний факультет Уральського політехнічного інституту в Свердловську, агроном-лісовод.
У жовтні 1929 — жовтні 1930 року — відповідальний інструктор ЦК ВКП(б), помічник завідувача організаційно-інструкторського відділу ЦК ВКП(б) у Москві.
У жовтні 1930 — листопаді 1933 року — слухач Історико-партійного інституту червоної професури в Москві.
У листопаді 1933 — лютому 1935 року — начальник політичного відділу Тайнчинської машинно-тракторної станції (МТС) Кокчетавського району Казакської АРСР.
У березні 1935 — лютому 1936 року — завідувач сільськогосподарського відділу Північно-Казахстанського обласного комітету ВКП(б).
У лютому 1936 — квітні 1937 року — 1-й секретар Кустанайського районного комітету КП(б) Казахстану.
У квітні — жовтні 1937 року — 1-й секретар Кустанайського обласного комітету КП(б) Казахстану. Входив до складу особливої трійки, створеної за наказом НКВС СРСР від 30 липня 1937 року.
У жовтні 1937 — квітні 1938 року — в.о. 1-го секретаря Північно-Казахстанського обласного комітету КП(б) Казахстану. Входив до складу особливої трійки, створеної за наказом НКВС СРСР від 30 липня 1937 року, брав активну участь у сталінських репресіях.
Заарештований 21 травня 1938 року органами НКВС Казахської РСР в місті Алма-Аті. Виключений з членів ВКП(б). Засуджений Особливою нарадою при НКВС СРСР 26 жовтня 1940 року за статтями 58-1а, 58-2, 58-8, 58-11 КК РРФСР до 8 років виправно-трудових таборів. До жовтня 1940 року перебував у слідчих в'язницях в Алма-Аті і Москві. З 12 лютого 1941 року відбував покарання у Північно-Печорському виправно-трудовому таборі НКВС СРСР.
Потім, до вересня 1946 року — начальник із палива, на різних господарських роботах на Північній залізниці в Костромській області.
У вересні 1946 — жовтні 1947 року — культпрацівник тресту «Шахтобуд» в місті Цхалтубо Грузинської РСР.
У жовтні 1947 — листопаді 1948 року — директор лісгоспу в місті Бухарі Узбецької РСР.
У листопаді 1948 — липні 1951 року — директор міжрадгоспного лісорозсадника в місті Тихорецьку Краснодарського краю. У липні 1951 — травні 1953 року — директор міжрадгоспного лісорозсадника на станції Біла Глина Краснодарського краю.
З червня 1953 року — агроном-лісомеліоратор Таманської машинно-тракторної станції (МТС) Темрюцького району Краснодарського краю.
Реабілітований постановою Військової колегії Верховного суду СРСР 15 жовтня 1955 року. Відновлений в членах КПРС рішенням КПК при ЦК КПРС 20 грудня 1955 року.
Потім — на пенсії. Помер у Краснодарському краї в червні 1967 року.